# Witenwasserenstock
Der Witenwasserenstock ist ein 3084 m ü. M. hoher Berg im westlichen Teil der Gotthard-Gruppe der Westalpen. Sein Gipfel befindet sich auf der Grenze zwischen den Schweizer Kantonen Uri und Wallis, 224 Meter westnordwestlich des Dreiländerecks mit dem Kanton Tessin.
Die Stelle, an der die drei Kantone zusammentreffen, liegt in 3025 m ü. M. auf dem Alpenhauptkamm und ist das Wasserscheide-Dreieck zwischen Adria (Po), Mittelmeer (Rhône) und Nordsee (Rhein). Sie wird gelegentlich auch als der Ostgipfel des Witenwasserenstocks bezeichnet, wohin ein alpiner Wanderweg führt. Nur 43 Meter südöstlich davon liegt der Passo dei Sabbioni 2966 m ü. M. an der Grenze zwischen den Kantonen Wallis und Tessin.

## Lage
| \| \| |
|       |

Lage des Witenwasserenstocks in der Gotthard-Gruppe (links) und den Alpen (rechts).

## Nachweise
1. 1 2 3 4  Lage und Höhe gemäß SwissTopo (Karten der Schweiz) und Ortsnamen.ch.
2. ↑   Schweiz. Bundesamt für Landestopografie: Val Bedretto. Nufenenpass/Passo della Novena - Pizzo Rotonda - San Gottardo (= Landeskarte der Schweiz 1:25'000. Blatt 1251). Bundesamt für Landestopografie swisstopo, Wabern, ISBN 978-3-302-01251-3 (Digitalisat).